# Liponeura
Genre
Liponeura est un genre d'insectes diptères nématocères de la famille des Blephariceridae.

## Systématique
Le genre Liponeura a été créé en 1844 par l'entomologiste allemand Hermann Loew (1807-1879),.

## Liste d'espèces
Selon BioLib (30 octobre 2022) :
- Liponeura angelieri Giudicelli & Lavandier, 1975
- Liponeura bezzii Bischoff, 1925
- Liponeura bilobata Loew, 1869
- Liponeura bischoffi Edwards, 1928
- Liponeura brevirostris Loew, 1877
- Liponeura buresi Komárek & Vimmer, 1934
- Liponeura cinerascens Loew, 1844
- Liponeura cordata Vimmer, 1916
- Liponeura cortensis Giudicelli, 1963
- Liponeura cretica Zwick, 1974
- Liponeura cypria Zwick, 1978
- Liponeura decampsi Giudicelli & Lavandier, 1975
- Liponeura deceptiva Vaillant, 1968
- Liponeura deceptrix Zwick, 1978
- Liponeura decipiens Bezzi, 1913
- Liponeura discophora Zwick, 1980
- Liponeura edwardsi Bischoff, 1930
- Liponeura edwardsiana Mannheims, 1954
- Liponeura gelaiana Giudicelli & Lavandier, 1975
- Liponeura hispanica Zwick, 1991
- Liponeura isabellae Zwick, 1991
- Liponeura itala Zwick, 1978
- Liponeura klapaleki Vimmer, 1916
- Liponeura komareki Vimmer, 1916
- Liponeura limomi Zwick, 1980
- Liponeura malickyi Zwick, 1974
- Liponeura matris Zwick, 1982
- Liponeura nevadensis Zwick, 1978
- Liponeura paradecipiens Zwick, 1980

## Publication originale
- (de) H. Loew, « Beschreibung einiger neuen Gattungen der europäischen Dipternfauna », Entomologische Zeitung, Szczecin, vol. 5,‎ 1844, p. 114-130 (OCLC 8441524, lire en ligne).